# 遠期外匯市場
遠期外匯市場（英語：forward exchange market），或遠期外匯交易（forward exchange transaction）是透過以指定匯率交易外幣的遠期契約市場。遠期合約的價格稱為遠期匯率。

## 遠期匯率
通過提早確認遠期匯率，可指定到期日，常見的例如一年、180日、120日、90日、60日和30日等。例如在今日指定60日後的即時遠期匯率為1.5，但60日後即時匯率跌至0.5，亦能以約定的價格1.5來完成交易，這與其他遠期合約的原理相若。